# 学級王国
学級王国（がっきゅうおうこく）とは、教育機関においての学級の形態を意味する言葉であり、1920年に千葉大学教育学部附属小学校で成立した概念である。
学級王国となっているような学級の特徴としては、学級においての学級会、係、班による集団的な自治が基本とされていることがある。子供の自主性と主体性が前提とされており、これに対して教師は遠隔において指示をするということになる。教師は学級においては、教室外の一切の干渉を排するという態度で臨む。
この形態は1930年代に日本全国の公立学校に普及し、戦後の民主主義教育にも引き継がれた。1922年に手塚岸衛によって著された「自由教育真義」に、学級王国の見解が明示され、1925年に清水甚吾によって著された「学習法実施と各学年の学級経営」で主唱された。